# Rudisiricius
Rudisiricius  (лат.) — ископаемый род пилильщиков из семейства Praesiricidae. 3 вида. Северо-восточный Китай, провинция Ляонин (ранний меловой период, Yixian Formation). Длина тела около 2 см. Голова широкая (её ширина почти в полтора раза превышает длину), яйцевидная, равна ширине груди. Жгутик усика отличается гетерономным строением: 3-й сегмент жгутика длинный, а остальные (в апикальной части) обычные укороченные. В переднем крыле отсутствует жилка Sc, а жилки M+Cu слегка изогнутые; ячейка 1M короткая, поперечная жилка cu-a находится в основании ячейки 1M.
Род был впервые описан в 2013 году китайскими энтомологами Т. Гао (Taiping Gao; Capital Normal University, Пекин), Д. Жэнем (Dong Ren) и Х. Ши (Chungkun Shih) и российским гименоптерологом Александром Павловичем Расницыным и выделен в отдельное подсемейство Rudisiriciinae в составе семейства Praesiricidae, в которое они также включили род Aulidontes с видом Aulidontes mandibulatus Rasnitsyn, 1983 (верхний Юрский период, Казахстан).
- Rudisiricius belli Gao, Rasnitsyn, Ren & Shih, 2010
- Rudisiricius crassinodus Gao, Rasnitsyn, Ren & Shih, 2010
- Rudisiricius celsus Gao, Rasnitsyn, Ren & Shih, 2010